# Mitică

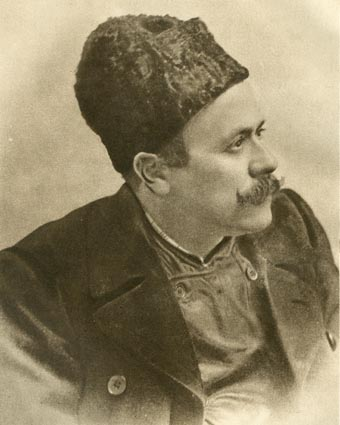
Ion Luca Caragiale

Mitică este o operă literară și un personaj din universul literar al lui Ion Luca Caragiale.

## Tipologia personajului
Mitică este tipul caracterial descris de Caragiale ca semidoct, mârlan, dar fudul nevoie mare, un Domnul Goe ajuns la maturitate.
Termenul este folosit în special de cei din afara Capitalei pentru a-i descrie pe bucureșteni. 
Exemplu: „Bine băi, cum spuneți voi. Sunteți Mitici, le știți pe toate.”
Dan C. Mihăilescu, vine direct în apărarea lui „Mitică”, în articolul „Pe Mitică l-a ucis miticismul”, în care acesta arată cum s-a ajuns la confuzia domnului Puric, cum s-a ajuns ca spiritul caragialianului Mitică să fie prost înțeles, și de aici înainte, prost practicat: 
„„ Ubi sunt ghidușia parșivă, pehlivănia levantică, duhul suprarealist al lui Păcală, temeiurile etice ale snoavei, acea rânduială străveche ce știa să conserve ierarhia și nuanțele, separând zâmbetul de hohot, surâsul șugubăț de șarja acidă, rictusul amar aluziv de tachinarea îngăduitoare, adică însăși tradiția caragialianului Mitică? Toate s-au tocit, au ruginit, s-au spulberat în țiganizarea generală”.”